# デカスリート
『デカスリート』（DecAthlete）はセガによって製作されたアーケードゲーム。いわゆるスポーツゲームであるが、登場するキャラが濃いためにバカゲーに分類されることもある。

## 概要
1996年にST-V基板で製作された。陸上競技の十種競技をモチーフとしており、個性あふれた8人の競技者（それぞれ投擲が得意、長距離が苦手といったように得手不得手がある）が戦いを繰り広げる。100m、走幅跳、砲丸投、走高跳、400m、110mハードル、円盤投、棒高跳、やり投、1500mが用意されており、それぞれ設定されたタイム、距離をクリアすることで次のステージに進めるという構成。
操作方法はコナミ（後のコナミデジタルエンタテインメント）のハイパーオリンピックのものを継承したものとなっており、連射速度とタイミングによって成績が決まる。アーケード筐体の多くがコスリによって傷つくといったお約束的な問題も生じた。なお、円盤投げの予備動作においてはレバーを回転させるといった新機軸も投入されている。
また、冬季版として『ウィンターヒート』という姉妹作も製作されている。

## 出場選手
※：各キャラには、得意・不得意な競技があり。表記はそれぞれ氏名/国籍/性別。
リック・ブレイド/アメリカ/男性
カール・ヴァイン/ドイツ/男性
ジェフ・ジョンセン/イギリス/男性
工藤丈/日本/男性
アレクセイ・リゲル/ロシア/男性
エレン・レジアーニ/フランス/女性
フェミ・カディーナ/ジャマイカ/女性
リー・ファン/中国/女性
風見 万吉/日本/男性
セガサターン版限定の隠しキャラ（プレイステーション2版には登場しない）。

## 競技種目
［一日目］
100メートル走
走り幅跳び
砲丸投げ
走り高跳び
400メートル走
［二日目］
110メートルハードル
円盤投げ
棒高跳び
槍投げ
1500メートル走

## 家庭用ゲーム機への移植
- セガサターン版
ST-Vと互換性のあるセガサターンに移植され、開催目前だったアトランタオリンピックの関心もあってかそこそこのヒットを収めた。ゲストキャラクターとして、十種競技を題材とした漫画である『デカスロン』の主人公である風見万吉を使うことができた。
風見万吉の声は光吉猛修である。
『デカスロン』劇中、風見万吉が持ってるゲーム機はセガサターンである。
- PlayStation 2版
セガエイジス2500シリーズとしてPlayStation 2にも移植されている。『デカスリート』だけではなく『ウィンターヒート』、『バーチャアスリート』の3作が収録された『デカスリート・コレクション』として発売された。ちなみにこちらはアテネオリンピックが開幕する直前に発売された。

## 反響
本作が発売された当時は、オリンピック以外のスポーツゲームも出ていたころであり、ライターの田之畑仁は、朝日新聞に寄せた記事の中で本作もまたオリンピックファン以外のファンからの人気を得たとしている。
また、ライターのDuckHeadは、電ファミニコゲーマーに寄せた『東京2020オリンピック The Official Video Game』のレビュー記事の中で、『マリオ&ソニック』シリーズが本作のようなスポーツゲームの流れを汲んだ作品であるとしている。